# La presa di Mileto
La presa di Mileto (in greco antico: Μιλήτου Ἅλωσις?, Milétou hálōsis) era una tragedia (oggi perduta) scritta da Frinico, drammaturgo greco antecedente ad Eschilo.

## Trama
Gli avvenimenti storici cui la tragedia faceva riferimento sono i seguenti. All'inizio del V secolo a.C. le poleis greche della Ionia, dominate dai Persiani, erano vessate dalle pesanti tasse doganali imposte dall'impero. Questo portò nel 499 a.C. alla rivolta ionica, una ribellione delle città della lega ionia, capeggiata dal tiranno di Mileto Aristagora.
Numerose poleis si unirono alla rivolta, inviando navi, tra cui Atene ed Eretria. In un primo tempo (498 a.C.) le città ionie vennero liberate, tuttavia i Persiani seppero riorganizzarsi, reagendo agli attacchi e portando quasi tutte le poleis in rivolta a tornare sotto l'impero o a ritirarsi dalla guerra.
Privata dell'apporto di molti alleati, una flotta di nove poleis greche affrontò i Persiani nella battaglia di Lade (494 a.C.), venendo completamente sconfitta. Mileto fu costretta a capitolare e una parte della sua popolazione fu deportata in Babilonia. Questa battaglia segnò dunque la fine della rivolta, con la distruzione totale della flotta ionia.

## Commento
La caratteristica principale di quest'opera è che essa non narra un episodio della mitologia greca, ma un avvenimento storico. Quest'opera, insieme alle altre due tragedie della trilogia (sconosciute), vinse le Grandi Dionisie.
Per analogia con I Persiani, si può ipotizzare che la tragedia descrivesse l'attesa per la battaglia di Lade e poi la disperazione per il suo esito infausto. L'argomento di troppo stretta attualità portò il pubblico a reagire disperandosi, di conseguenza (nonostante la vittoria della trilogia di cui l'opera faceva parte) si decise di vietare ulteriori rappresentazioni della tragedia, e di multare l'autore di 1000 dracme per aver evocato una tragedia nazionale.